# Diloma subrostrata novaezelandiae
Diloma subrostrata là một phân loài ốc biển, là động vật thân mềm chân bụng sống ở biển, trong họ Trochidae, họ ốc đụn.

## Hình ảnh

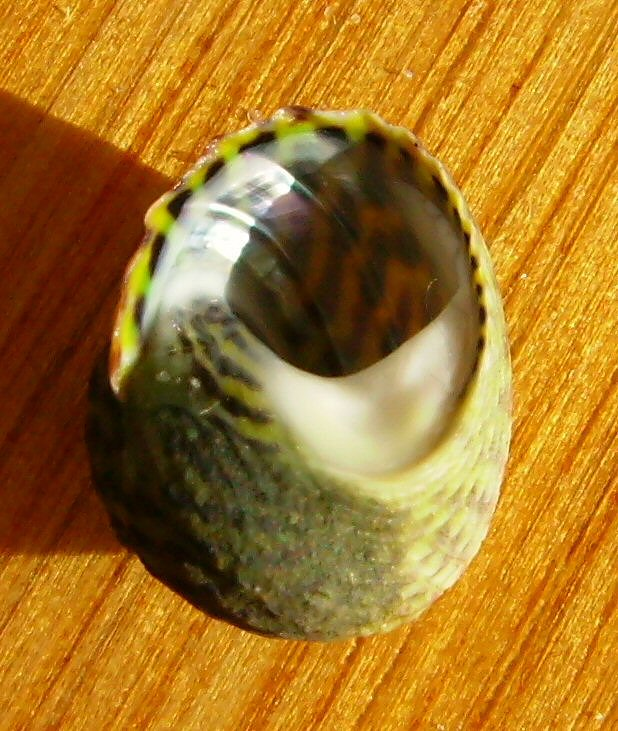